# Офір (Колорадо)
Офір (англ. Ophir) — місто (англ. town) в США, в окрузі Сан-Мігель штату Колорадо. Населення — 197 осіб (2020).

## Географія
Офір розташований за координатами 37°51′25″ пн. ш. 107°49′44″ зх. д. / 37.85694° пн. ш. 107.82889° зх. д. (37.856840, -107.829023).  За даними Бюро перепису населення США в 2010 році місто мало площу 0,46 км², уся площа — суходіл.

### Клімат
| Клімат : Офір         | Клімат : Офір | Клімат : Офір | Клімат : Офір | Клімат : Офір | Клімат : Офір | Клімат : Офір | Клімат : Офір | Клімат : Офір | Клімат : Офір | Клімат : Офір | Клімат : Офір | Клімат : Офір | Клімат : Офір |
| Показник              | Січ.          | Лют.          | Бер.          | Квіт.         | Трав.         | Черв.         | Лип.          | Серп.         | Вер.          | Жовт.         | Лист.         | Груд.         | Рік           |
| Середній максимум, °C | 2,2           | 4,4           | 6,1           | 10,0          | 15,6          | 21,7          | 23,9          | 22,8          | 18,9          | 13,9          | 6,1           | 1,7           | 12,2          |
| Середній мінімум, °C  | −12,2         | −11,7         | −9,4          | −5,6          | −0,6          | 2,8           | 6,7           | 6,1           | 2,2           | −2,8          | −7,8          | −11,7         | −3,3          |
| Норма опадів, мм      | 48            | 43            | 56            | 48            | 48            | 36            | 71            | 76            | 64            | 58            | 41            | 51            | 635           |
| --------------------- | ------------- | ------------- | ------------- | ------------- | ------------- | ------------- | ------------- | ------------- | ------------- | ------------- | ------------- | ------------- | ------------- |
| Джерело: Weatherbase  |               |               |               |               |               |               |               |               |               |               |               |               |               |

## Демографія
Згідно з переписом 2010 року, у місті мешкало 159 осіб у 59 домогосподарствах у складі 41 родини. Густота населення становила 349 осіб/км².  Було 64 помешкання (141/км²).
Расовий склад населення:
| - 96,9 % — білих - 0,6 % — азіатів - 2,5 % — осіб інших рас |

До двох чи більше рас належало 0,0 %. Частка іспаномовних становила 3,8 % від усіх жителів.
За віковим діапазоном населення розподілялося таким чином: 32,1 % — особи молодші 18 років, 66,0 % — особи у віці 18—64 років, 1,9 % — особи у віці 65 років та старші. Медіана віку мешканця становила 35,9 року. На 100 осіб жіночої статі у місті припадало 112,0 чоловіків;  на 100 жінок у віці від 18 років та старших — 125,0 чоловіків також старших 18 років.
Середній дохід на одне домашнє господарство  становив 87 723 долари США (медіана — 70 000), а середній дохід на одну сім'ю — 109 954 долари (медіана — 103 438). За межею бідності перебувало 8,0 % осіб, у тому числі 8,1 % дітей у віці до 18 років та 0,0 % осіб у віці 65 років та старших.
Цивільне працевлаштоване населення становило 134 особи. Основні галузі зайнятості: мистецтво, розваги та відпочинок — 26,1 %, науковці, спеціалісти, менеджери — 18,7 %, роздрібна торгівля — 14,2 %, освіта, охорона здоров'я та соціальна допомога — 12,7 %.